# Menemerus carlini
Menemerus carlini là một loài nhện trong họ Salticidae.
Loài này thuộc chi Menemerus. Menemerus carlini được Elizabeth Maria Gifford Peckham & George William Peckham miêu tả năm 1903.